# Karuta
Karuta (カルタ?) o carte da gioco giapponesi è un nome generico che in Giappone designa sia i mazzi di carte tradizionali sia vari giochi con le carte.
La storia del karuta è ampiamente documentata nel Museo Municipale delle Carte da Gioco Miike a Omuta, nella prefettura di Fukuoka, dove esiste una mostra permanente della storia delle carte in Giappone.
Esistono vari tipi di karuta. Hyakunin isshu: sono composte da 100 carte con 100 waka e da 100 carte che riportano solo la seconda metà di questi waka. Un lettore legge i primi versi di ogni waka e i giocatori si contendono le carte corrispondenti. Irohagaruta: nate nella seconda metà del periodo Edo, sono formate da 47 carte con proverbi popolari che il lettore legge e da 47 carte con disegni che i giocatori devono riuscire a prendere. Hanafuda: sono formate da 48 carte che riproducono, in quattro versioni, dodici piante e fiori corrispondenti ai dodici mesi dell'anno.

## Storia
Le carte da gioco vennero introdotte in Giappone alla metà del XVI secolo dai mercanti portoghesi durante gli scambi commerciali, karuta è la deformazione della parola europea che designa le carte.
In precedenza erano diffusi sul territorio giochi da tavolo di diverso genere, quasi tutti di origine cinese, come il domino, che sopravvissero fino alla fine del XVIII secolo. Vi erano inoltre altri giochi di sviluppo locale fatti con le conchiglie o i sassi, risalenti al periodo Kamakura, tra questi ultimi alcuni, come l'iroha karuta, furono gradualmente adattati alle carte a metà del XVII secolo.
La progressiva introduzione tra la popolazione dei giochi di carte e il seguente periodo di isolamento del Giappone durante lo shogunato Tokugawa, caratterizzato dall'isolamento derivante dalla politica separatista detta Sakoku, comportò una separazione del paese dal resto del mondo occidentale e fece sì che la configurazione originale del mazzo e dei semi, che fu bandita proprio durante lo shogunato, si modificasse progressivamente, divenendo più affine alla cultura nipponica. Questo fenomeno provocò una significativa divergenza tra i mazzi e i giochi praticati, ovvero tra quelli che usavano le carte di derivazione portoghese, diversi dall'originale, ma ad essi rassomiglianti, e quelli sviluppati completamente ex-novo, questi ultimi erano definitivi eawase (絵合?, lett. "Gara artistica").

## Karuta di derivazione portoghese
| Seme       |         |       |        |         |
| Italiano   | Spade   | Coppe | Denari | Bastoni |
| Portoghese | Espadas | Copas | Ouros  | Paus    |

### Mekuri Karuta

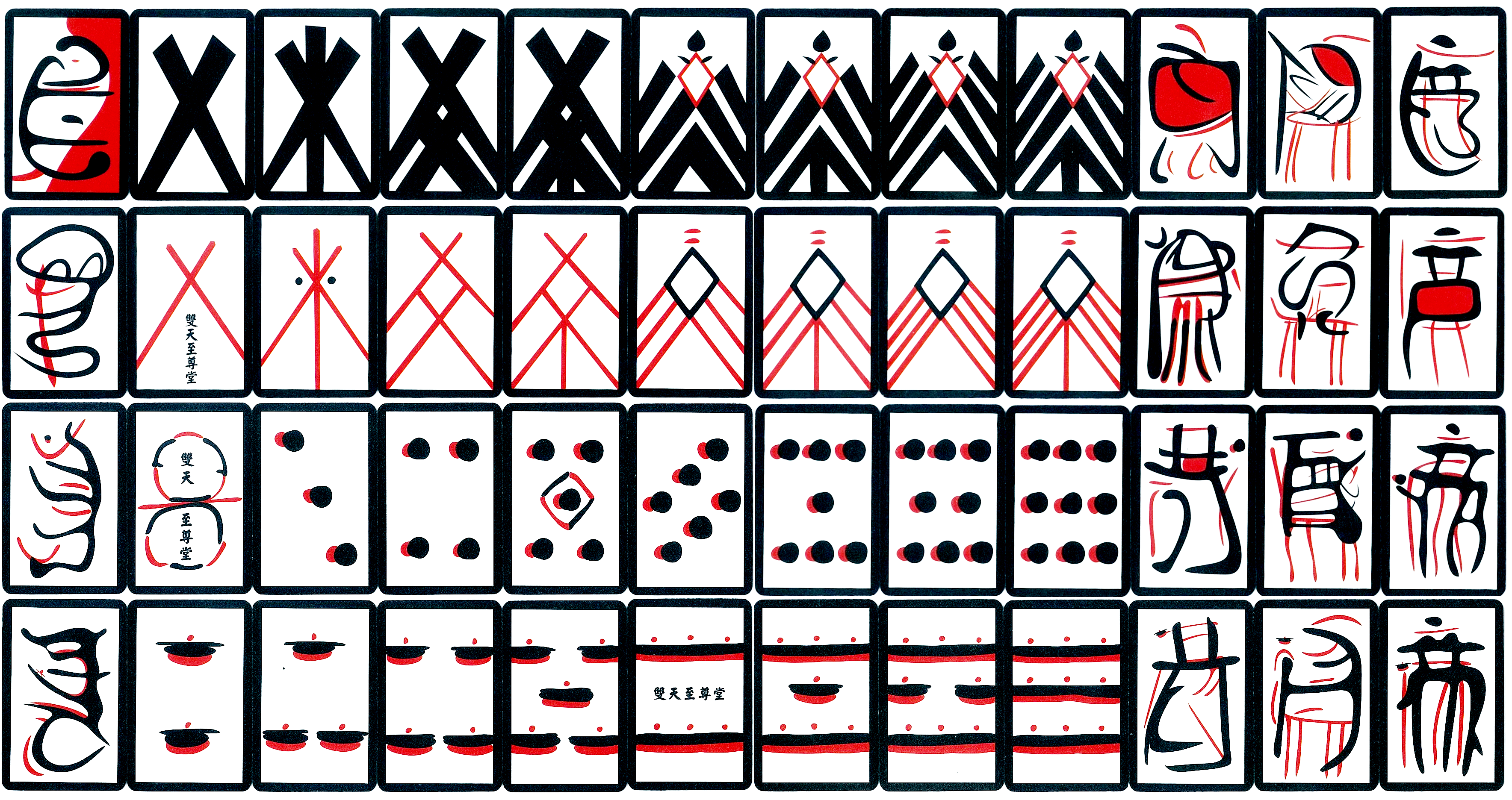
Mazzo Komatsufuda

Si tratta del primo mazzo "autoctono" sviluppato in Giappone, esso deriva dal cosiddetto mazzo Taisho, così denominato a seguito del periodo di introduzione (1573-1592), quest'ultimo era stato realizzato a partire da quello portoghese e prevedeva un set di semi composto da coppe, bastoni, denari e spade e dalle tre figure umane.
Con la proibizione da parte dello Shogun del mazzo occidentale, venne sviluppato un complesso sistema di simboli astratti differenti dai semi occidentali, ma che fossero ad esso associabili, questi mazzi e simboli erano detti mekuri karuta.
Quasi tutti i mazzi sviluppati con questi simboli sono andati persi durante il XX secolo perché non più utilizzati, si ha traccia solo di:
Komatsufuda (小松札?)
perché ancora utilizzato nel gioco del kakkuri, praticato a Yafune, nella prefettura di Fukui.
Kabufuda (株札?)
simile al precedente e utilizzato principalmente nei giochi d'azzardo, in quest'ultimo solo i 10 sono figure, mentre tutte le altre carte sono simboli astratti. Uno dei giochi ancora praticati con questo mazzo è Oicho-Kabu.

### Unsun Karuta
| Seme       |                       |                       |                     |                     |                          |
| Italiano   | Spade                 | Coppe                 | Denari              | Bastoni             | Vortici                  |
| Portoghese | Espadas               | Copas                 | Ouros               | Paus                | Girars                   |
| Giapponese | Isu (イス?)           | Kotsu (コツ?)         | Ōru (オウル?)       | Pao (パオ?)         | Guru (グル?)             |
| Giapponese | Tōken (刀剣? pugnali) | Seihai (聖杯? calici) | Kahei (貨幣? soldi) | Konbō (棍棒? mazze) | Kaiten (回転? rotazioni) |

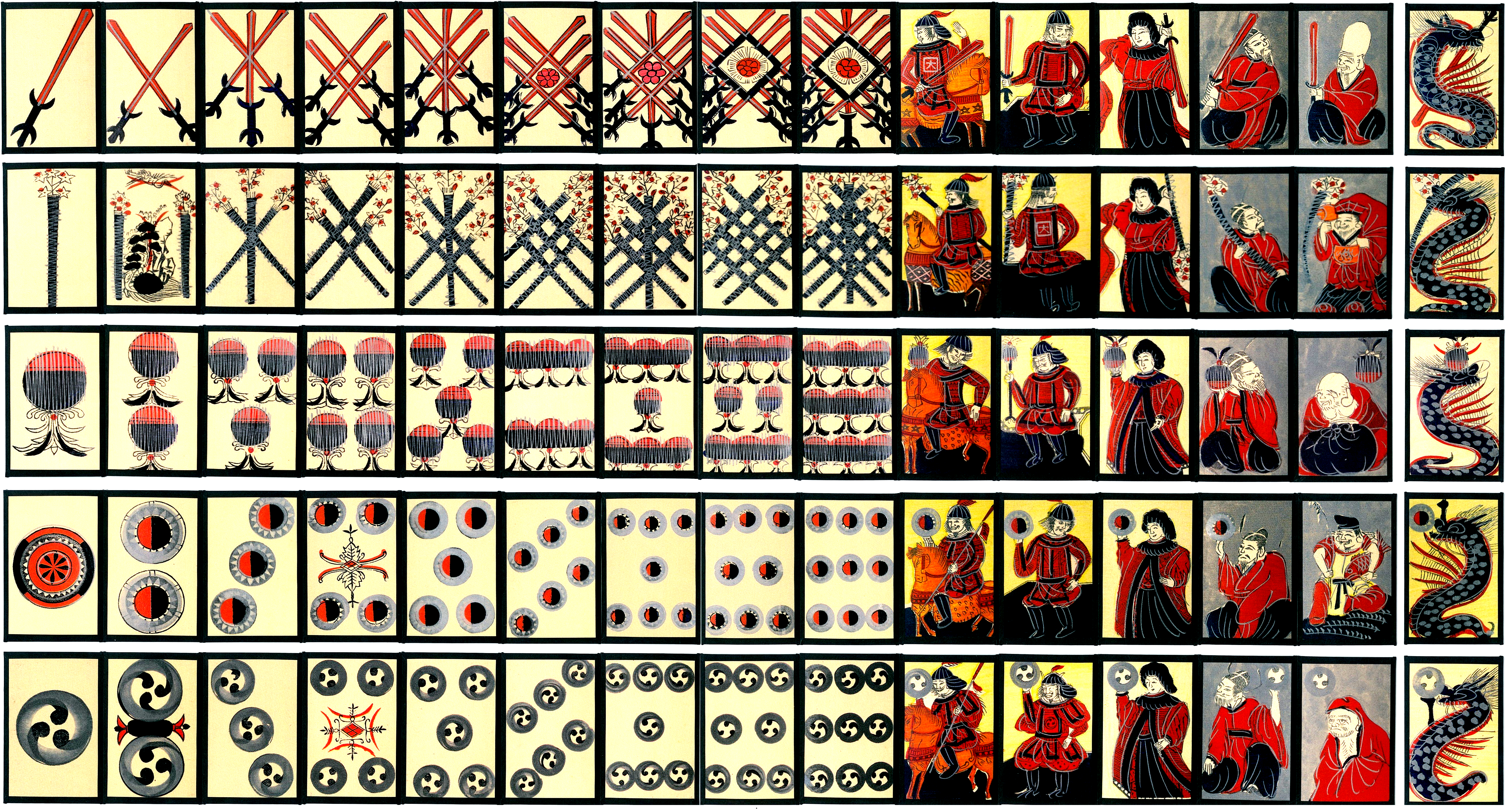
Mazzo di carte Unsun

Questo mazzo composto da 75 carte venne sviluppato alla fine del XVII secolo come derivazione dei mazzi portoghesi. È molto somigliante all'originale, con gli stessi semi di coppe, bastoni, spade e denari, più un quinto, quello del guru (lett. "giro" o "circolo"), che usa come simbolo il mitsudomoe. Ciascuno di questi possiede 15 carte per seme di cui 6 figure. Particolarità del mazzo è di avere delle carte con dei draghi; questa caratteristica deriva dai mazzi originari portoghesi, dove l'asso era raffigurato con un dragone. Nel mazzo Unsun, però, assi e draghi sono due carte distinte. Il valore delle carte varia a seconda del gioco che si sta praticando.
Il mazzo unsun karuta è ancora utilizzato, in particolare a Hitoyoshi, nella prefettura di Kumamoto, dove è tutt'oggi praticato un gioco di carte denominato hachinin-meri, derivante dal Guritipau un gioco analogo a Ombre; tutti questi giochi seguono delle regole particolari che si pensa risalgano agli albori dei giochi di carte e sono comuni ai più antichi.
Giochi praticati: hachinin-meri

### Harifuda
Il mazzo Harifuda (張札?) è composto da un set di 7 semi numerati con numeri cinesi da 1 a 6 per un totale di 42 carte. Viene utilizzato per giochi di intuito e fortuna nei quali il giocatore cerca di indovinare quale carta abbia l'avversario in mano o nel proprio mazzo.

### Hanafuda
Il mazzo Hanafuda (花札?, lett. "Mazzo dei fiori") a volte chiamato anche hanakaruta (lett. "Carte dei fiori") è un complesso set sviluppato a partire da quello originale portoghese. Anziché avere 4 semi ne ha 12 e per ogni seme ci sono 4 carte per un totale di 48.
I 12 semi rappresentano i mesi dell'anno e hanno come seme un albero o un fiore, si gioca facendo degne accoppiate tra vari tipi di semi, tra le carte con nastri oppure quelle con poesie secondo una complessa tabella di abbinamenti.
Giochi praticati: koi-koi.

## Eawase Karuta

### Uta karuta

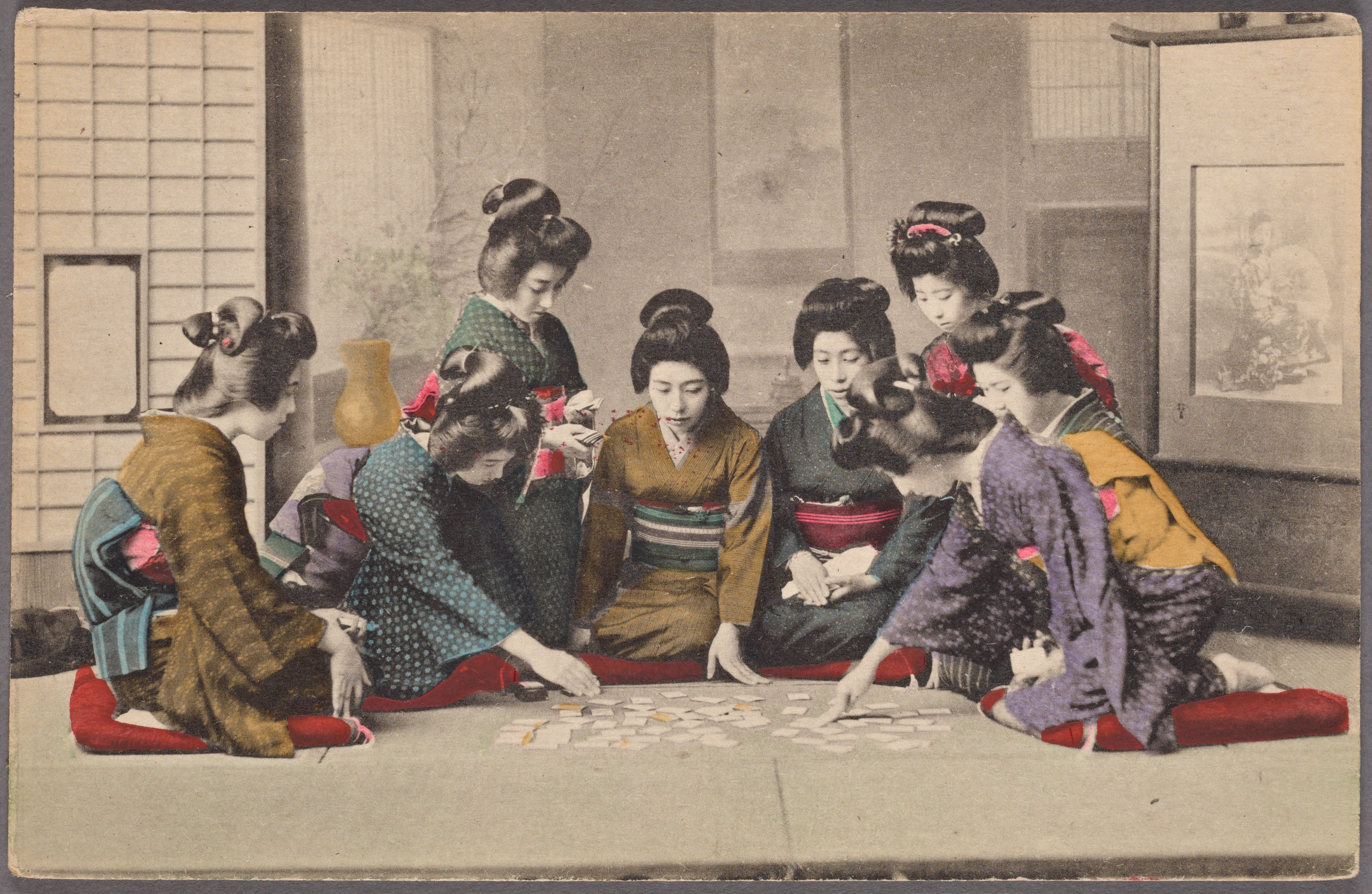
Foto storica di ragazze giapponesi che giocano a uta karuta

Il mazzo uta-karuta (歌ガルタ?, lett."Carte delle poesie"), a volte scritto anche uta-garuta è un mazzo composto da carte che rappresentano le 100 uta (poesie) scritte sotto forma di tanka (ovvero composte da cinque versi per un totale di trentuno sillabe) dell'Hyakunin Isshu.
Il mazzo uta karuta è quindi composto da 200 carte, le carte di lettura, contenenti il primo pezzo della poesia sono dette yomifuda (読札?), mentre le seconde tra cui deve scegliere il giocatore sono dette torifuda (取り札?).
L'origine dell'Uta Karuta risale ai primi del Seicento e si tratta di un adattamento di un gioco preesistente chiamato uta awase (lett. "Combinazione di poesie"), praticato dalla nobiltà tramite conchiglie marine su cui era dipinto il testo di una poesia, i versi rimanenti erano su una seconda, la quale nel gioco doveva essere correttamente combinata con la prima.
L'introduzione del legno e della carta come supporti ha contribuito molto alla diffusione del mazzo e del gioco omonimo che viene praticato in tutto il Giappone soprattutto a Capodanno; persino le scuole ne indicono spesso dei tornei. Le carte contenenti i finali delle poesie vengono sparse davanti ai giocatori mentre le altre le raccoglie un lettore che le legge una alla volta, prendendole a caso. Il primo giocatore che prende tra le carte sparse quella che contiene la fine della poesia che il lettore sta leggendo, si aggiudica la carta. Vince chi alla fine è riuscito ad accaparrarsi più carte.
Esistono vari campionati di uta karuta in tutto il Giappone, compreso uno nazionale che si svolge ogni gennaio al Tempio di Omi, un tempio shintoista situato a Otsu, nella prefettura di Shiga.

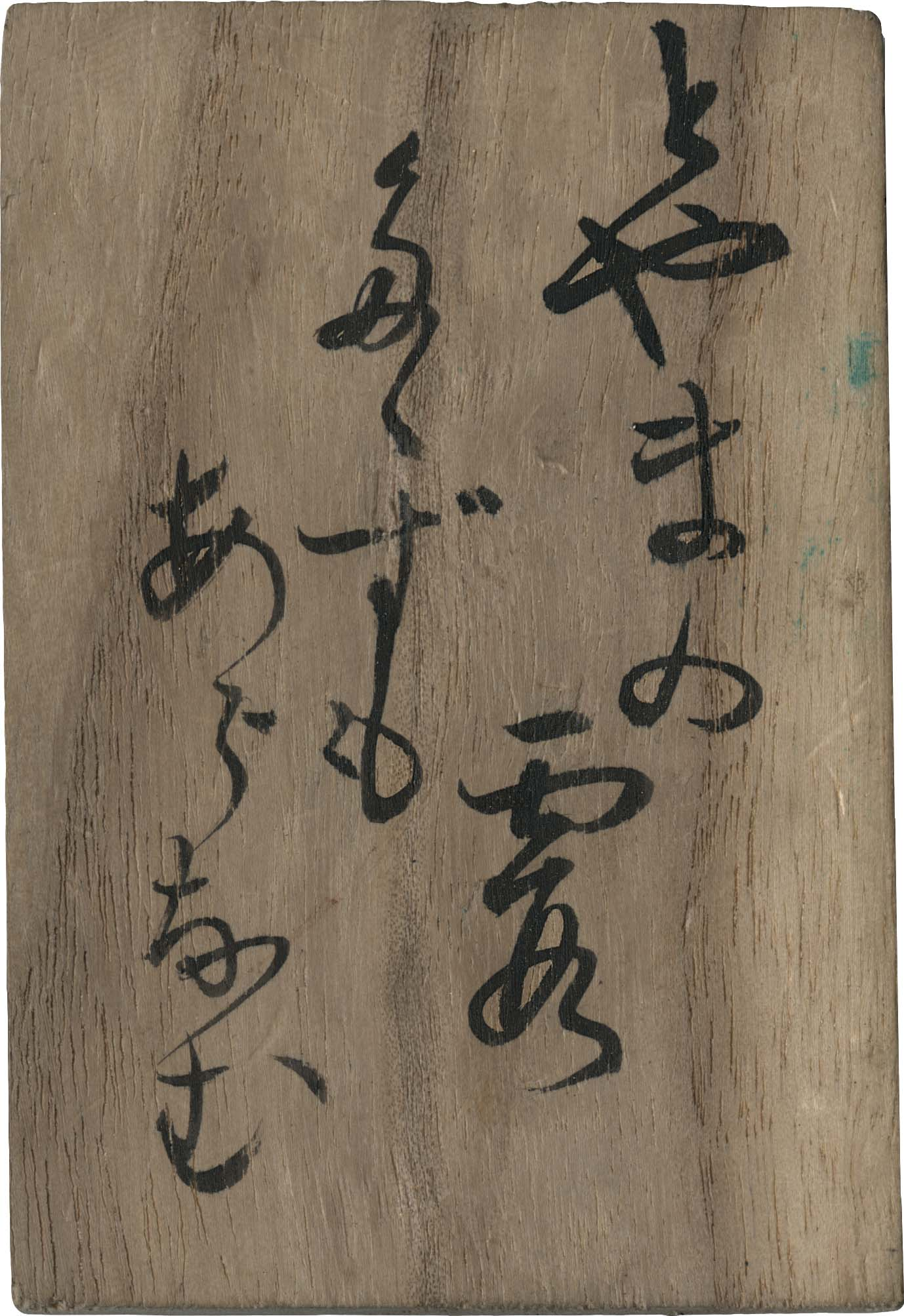
Tessera in legno dell' ita karuta

Giochi praticati:
- uta karuta;
- bouzu mekuri (坊主めくり?); Tessera in legno dell' ita karuta
- iro kamuri;

#### Varianti

##### Ita karuta
Ita karuta (板カルタ?) è un mazzo, variante del uta karuta, che viene utilizzato solo in Hokkaidō e nel quale le torifuda sono realizzate in legno. Viene utilizzato per giocare a shimo-no ku karuta dove, al contrario del gioco tradizionale, viene letta la seconda parte delle poesie e si deve scegliere correttamente la prima.

### Iroha Karuta

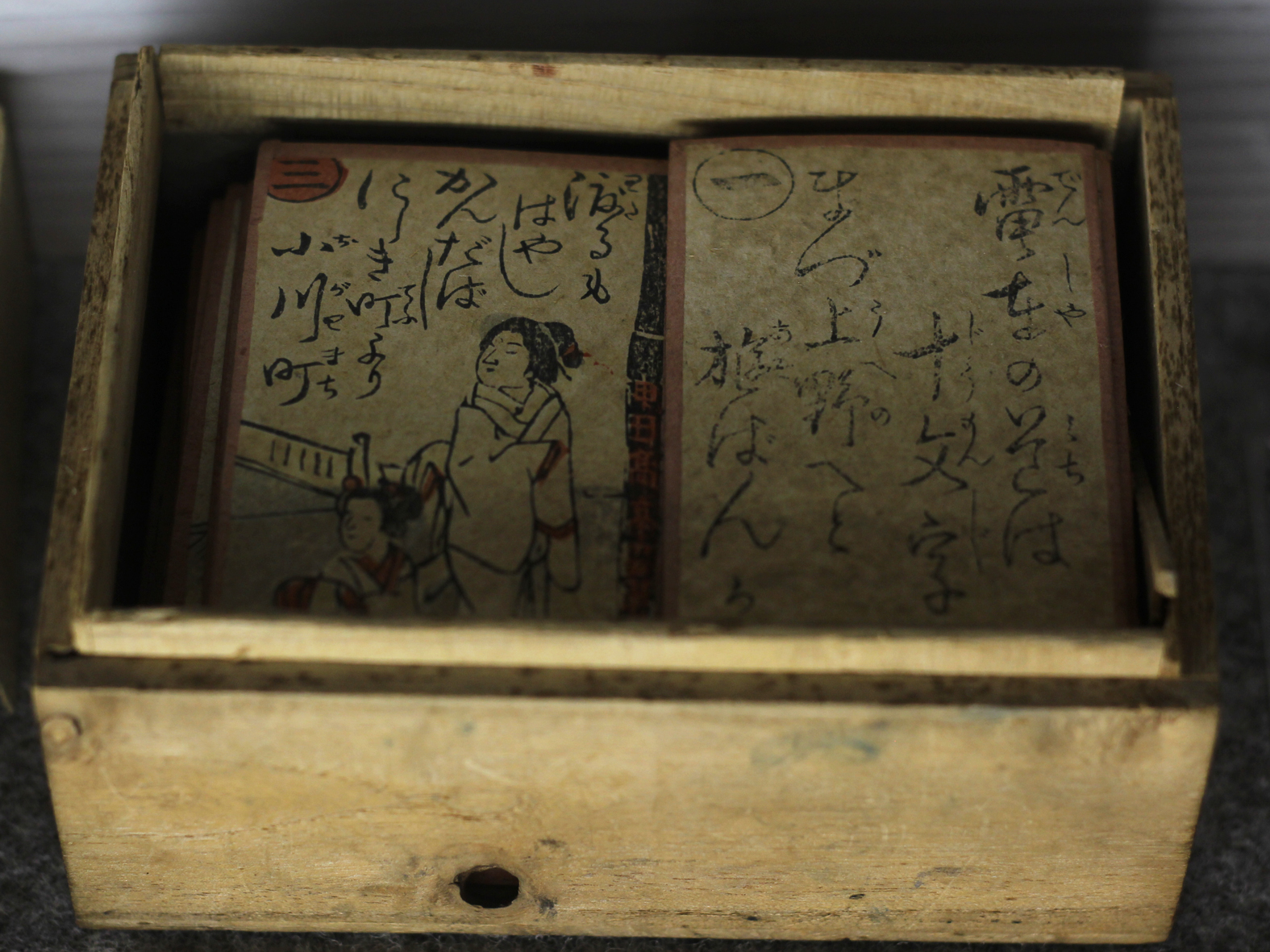
Mazzo storico iroha karuta con le figure dei proverbi e la loro descrizione

Il mazzo di iroha karuta (いろはカルタ?, lett. "Carte sillabiche") contiene 96 carte, 48 contengono un proverbio, le altre 48 contengono una scenetta che rappresenta il proverbio, con in alto la sillaba iniziale. Sono rappresentate tutte le sillabe della filastrocca (irohanihoheto chirinuruwo wakayotareso tsunenaramu uwinookuyama kefukoete asakiyumemishi wehimosesu) che i giapponesi usano ancora oggi per imparare l'alfabeto sillabico hiragana, più la sillaba cinese KYÔ. La filastrocca e le carte, essendo di origini antiche, seguono un ordinamento diverso da quello odierno, detto, appunto, iroha, contiene inoltre 2 sillabe ormai desuete nel giapponese moderno: wi (ゐ?) e we (ゑ?). Ogni sillaba è l'iniziale di uno dei proverbi.
Le carte con la frase scritta vengono distribuite tra i giocatori. Uno di essi scoprirà una alla volta le carte con i disegni. Chi possiede il proverbio corrispondente alla scenetta sorteggiata, dovrà recitarlo ad alta voce. Perde chi rimane con l'ultima carta in mano.
Le varianti dell'iroha karuta che si trovano in giro per il territorio Giapponese fanno riferimento ai vari dialetti locali nei quali si pronuncia e scrivono i proverbi di riferimento.
Giochi praticati:
- Kamigata (la più antica, soppiantata poi dalla Edo)
- Edo (la variante più diffusa e conosciuta)

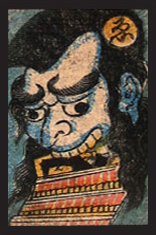
Carta dell'Obake garuta

- Carta dell'Obake garutaOwari (in voga alla fine del XIX secolo, ormai desueta e soppiantata dalla Edo)

#### Varianti

##### Obake karuta
Questa variante ormai desueta dell'iroha karuta era diffusa solamente nell'area di Tokyo, le sue carte contenevano le sillabe dell'hiragana e raffiguravano elementi della mitologia giapponese tradizionale (il suo nome significa infatti "carte dei mostri"). In questa variante la vittoria va a chi riesce a collezionare più carte possibili del mazzo.

## Goita
Goita (ごいた?) è un gioco tradizionale completamente diverso dai precedenti e che segue dinamiche particolari di aiuto-difesa. È praticato solamente a Noto, nella prefettura di Ishikawa, e ormai quasi scomparso.
Deriva dal gioco tradizionale dello shōgi in cui i pezzi sono mutati in carte; questo gioco era popolare e praticato sul finire del XIX secolo, successivamente il numero di carte utilizzate in origine, 40 o 42, si è ridotto alle 32 della versione attuale.